# 세바스티안 치미로티치
세바스티안 치미로티치(슬로베니아어: Sebastjan Cimirotič, 1974년 9월 14일, 유고슬라비아 류블랴나 ~ )는 슬로베니아의 전 축구 선수로, 포지션은 스트라이커였다. 그는 지난 2002년 스페인과의 월드컵 첫 경기에서 득점을 기록했다. 한편 2005년 8월 2년 계약으로 K리그에 진출하여 인천 유나이티드에서 활약하였다.